# Richard Herrnstein
Richard Julius Herrnstein, né le 20 mai 1930 à New York et mort le 13 septembre 1994 à Belmont (Massachusetts), est un psychologue et professeur d'université américain. Il est spécialiste des questions liées à l'apprentissage animal dans la continuités des recherches comportementalistes introduites par Skinner. 

## Biographie
Richard Herrnstein obtient son doctorat de psychologie à Harvard en 1955, après avoir mené des recherches avec B.F. Skinner et Stanley Smith Stevens. Il dirige le Harvard Pigeon Lab, laboratoire créé par Skinner à Harvard, des années 1960 jusqu'en 1994.
Il est membre fondateur en 1978 de la Society for Quantitative Analysis of Behavior (en) dont il est président jusqu'en 1991.

## The Bell Curve
Richard Herrnstein est co-auteur, avec le politologue Charles Murray, de The Bell Curve. Intelligence and Class Structure in American Life, un livre paru en 1994 après la mort de Herrnstein, qui développe la thèse que les études sur la société américaine ne prennent pas suffisamment en compte le facteur intelligence. Ce livre a provoqué de vives polémiques. La tribune Mainstream Science on Intelligence, publiée par Linda Gottfredson dans le Wall Street Journal le 13 décembre 1994, et cosignée par 52 chercheurs américains, soutient les thèses développées dans le livre.
Herrnstein avait déjà, dans un article publié en 1971, indiqué que selon lui l'intelligence était mesurable par des tests de QI, qu'elle était stable durant la vie de l'individu concerné, largement influencée par des facteurs héréditaires et qu'elle pouvait prédire un certain nombre de résultats, une fois que les autres facteurs étaient neutralisés, notamment les revenus, les délits, la santé et le taux de mariage.

## Récompenses et distinctions
- Bourse Guggenheim
- Membre de l'Académie américaine des arts et des sciences